# Dwór obronny Szafrańców we Włoszczowie
Dwór obronny Szafrańców we Włoszczowie – budowla obronna, z której do czasów obecnych zachował się fragment fosy otaczającej prostokątny teren o bokach ok. 200 × 300 metrów.
Dwór obronny Szafrańców (herbu Stary Koń) zbudowano najprawdopodobniej w XVI wieku, później był wielokrotnie przebudowywany.